# Bradashesh
Bradashesh är en ort och tidigare kommun i Elbasan prefektur i centrala Albanien. Vid lokalreformen 2015 blev den en del av Elbasan kommun.  Befolkningen vid folkräkningen 2011 uppgick till 10 700.  Den administrativa enheten består av byarna Bradashesh, Balez Lart, Balez Poshte, Kusarth, Kozan, Karakullak, Letan, Rrile, Shtemaj, Ulem, Katund i Ri, Fikas, Petresh, Shemhill, Shingjon, Recan och Gurabardhë.
Bradashesh ligger strax norr om ett stort område med järn- och stålindustri som byggdes under kommunisttiden under Enver Hoxha. Det var tidigare den största metallurgiska anläggningen i Albanien med en maximal produktion på 600 000 ton stål per år och sysselsatte som mest cirka 12 000 arbetare. 
Bradashesh korsas av olika trafikleder: vägen från Tirana över Krraba-passet och Elbasan till Korça (SH3) och den viktiga väst-östliga förbindelsen från Durrës över Rrogozhina till Elbasan (SH7) och vidare till den makedonska gränsen. Vägen längs floden Shkumbins följer också den längsta järnvägslinjen i Albanien som går från Durrës till Pogradec och passerar Bradashesh.
I antiken korsade Via Egnatia området och den romerska bosättningen Ad Quintum låg där Bradashesh ligger idag. Staden grundades troligen mellan slutet av 100-talet e.Kr. till början av 300-talet e.Kr. och var bebodd fram till 400-talet. Idag är det en välbevarad arkeologisk plats med bland annat ruiner av en romersk villa och ett mycket fint exempel på ett romerskt badhus. 

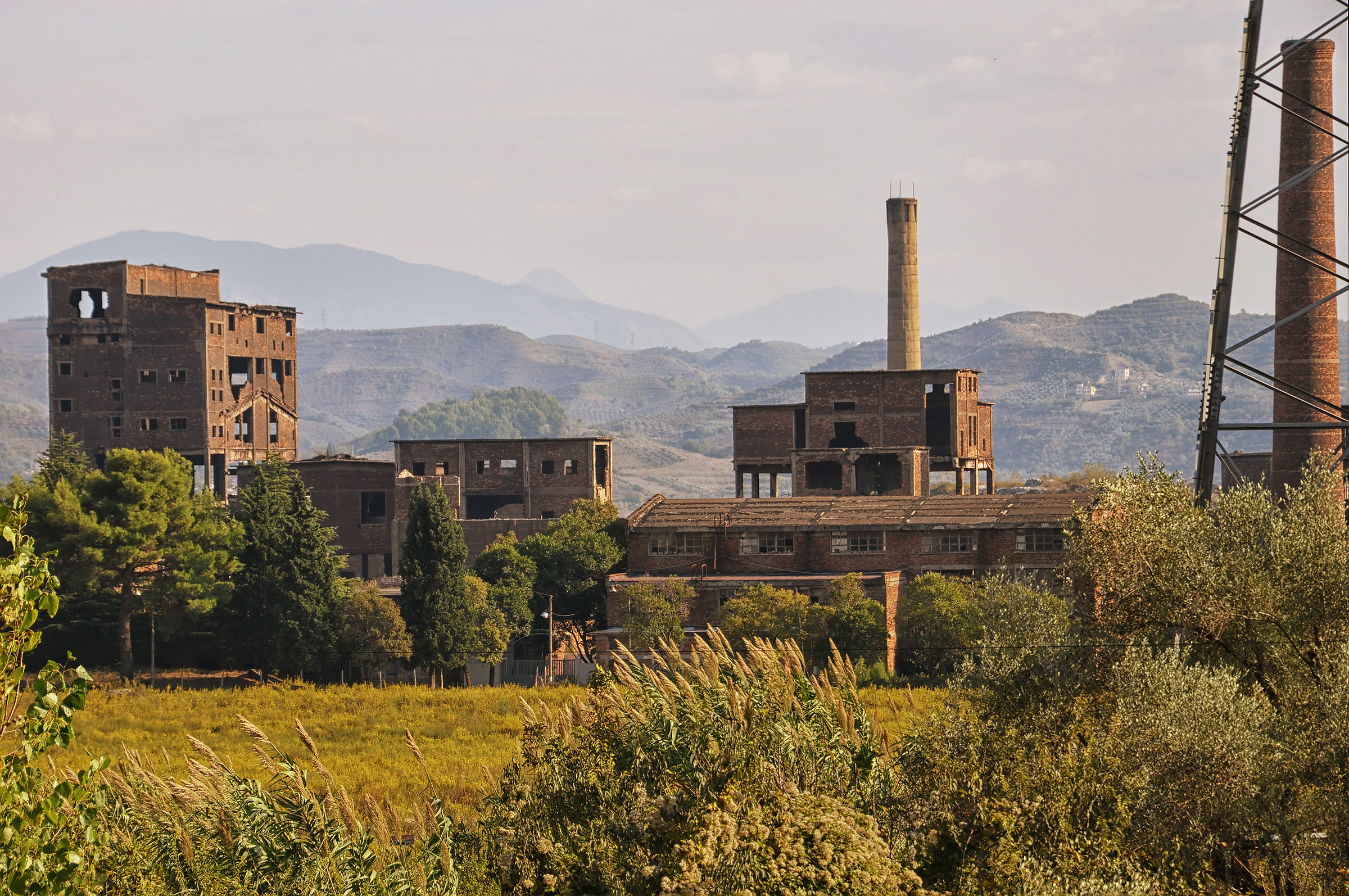
Bradashesh